# 順序性雌雄同體
順序性雌雄同體 （Sequential hermaphroditism）是一種階段性的雌雄同體現象，普遍可見於魚類、腹足綱、植物等生物之中，牠們在特定的刺激之下可轉變其性別。擁有此現象的生物，可以由雌性變性為雄性（如雌性先熟的隆頭魚），也可以由雄性變性為雌性（如雄性先熟的小丑魚）。當牠們在轉換性別時，可以同時擁有雌性和雄性配子（即雌雄同體狀態），也可以完全改變性別，只採用新的性腺並捨棄原本舊有的配子。此現象通常會在牠們成熟以後才開始發生。一朵花也可視為是「順序性雌雄同體」的一個類型。即使它可能是一株雌雄異花的個體，也符合其基本定義。

## 動物學

### 雄性先熟

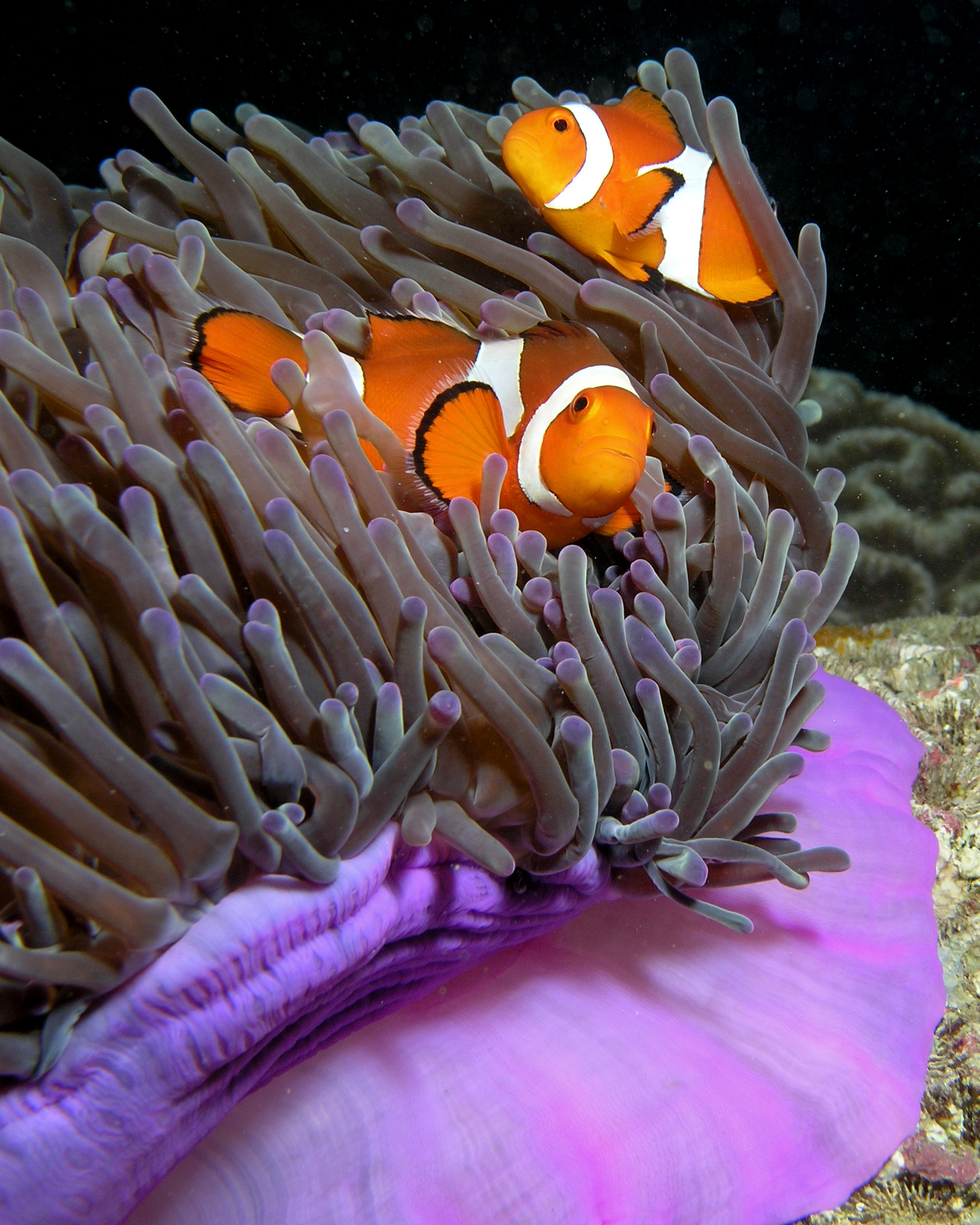
眼斑雙鋸魚, 一個雄性先熟的物種。

雄性先熟雌雄同體 （Protandry）意指出生時為雄性，並在其生命的一個時間點轉換性別為雌性的生物。小丑魚即為雄性先熟的動物之一，擁有結構化的社會習性。 而在海葵雙鋸魚的一個魚群中，除了居住在海葵內的一對小丑魚之外，其他的附屬小丑魚皆無法生殖。 這樣的小丑魚，一個魚群中最多會有4條。 當這樣的附屬小丑魚不存在時，海葵內的小丑魚們則單獨成立一個魚群。 在魚群中，小丑魚們以自身的體型大小決定牠們的地位。 魚群中唯一的雌魚是魚群中最大型的個體，也就是牠們的首領。 而首領的雄性伴侶則是魚群內第二大型的個體。 魚群內的附屬小丑魚則體型較小，而且又因為牠們的性腺尚未成熟，因此沒有生育功能。
如果魚群中的首領（原本體形最大的）死亡，那麼她的鰥夫（原本體形第二大的）會增大自身的體型，變性為雌性，成為魚群之中的首領。而魚群之中，體型最大的附屬小丑魚（原本體型第三大的）則開始成熟，並成為新母首領的新公配偶。
其他雄性先熟的魚類包括鯡形目，鮎形目，巨口魚目， 以及鱸形目之下的雀鯛科以及鯛科。 這些生物的親緣關係較遠，而且牠們之間還有近緣生物不具雄性先熟的現象。這表示「雄性先熟」的制度已經經歷多次演化。 其他雄性先熟的物種還包括：
- 櫛水母 Coeloplana gonoctena。 該生物的雌性個體較雄性個體大，而且只能於夏季時觀察到。 而雄性個體任何時候都能觀察到。
- 扁形動物門的Hymanella retenuova(一種渦蟲)以及Paravortex cardii。
- Laevapex fuscus，為一 腹足綱生物，為生殖功能上的雄性先熟。 牠們的精子在冬末春初的時候成熟，而卵子則是在初夏的時候成熟。 牠們只在六月時交配。 這表示雄體在雌體成熟並出現之前並不能交配或生殖，因此在功能上也屬於雄性先熟的一種。[5][6]
- 莫爾斑豹蛺蝶，是一類雄性先熟的蝴蝶。  該物種為群體上的雄性先熟，雄性成體比雌性成體早2~3周出現。[7]

### 雌性先熟

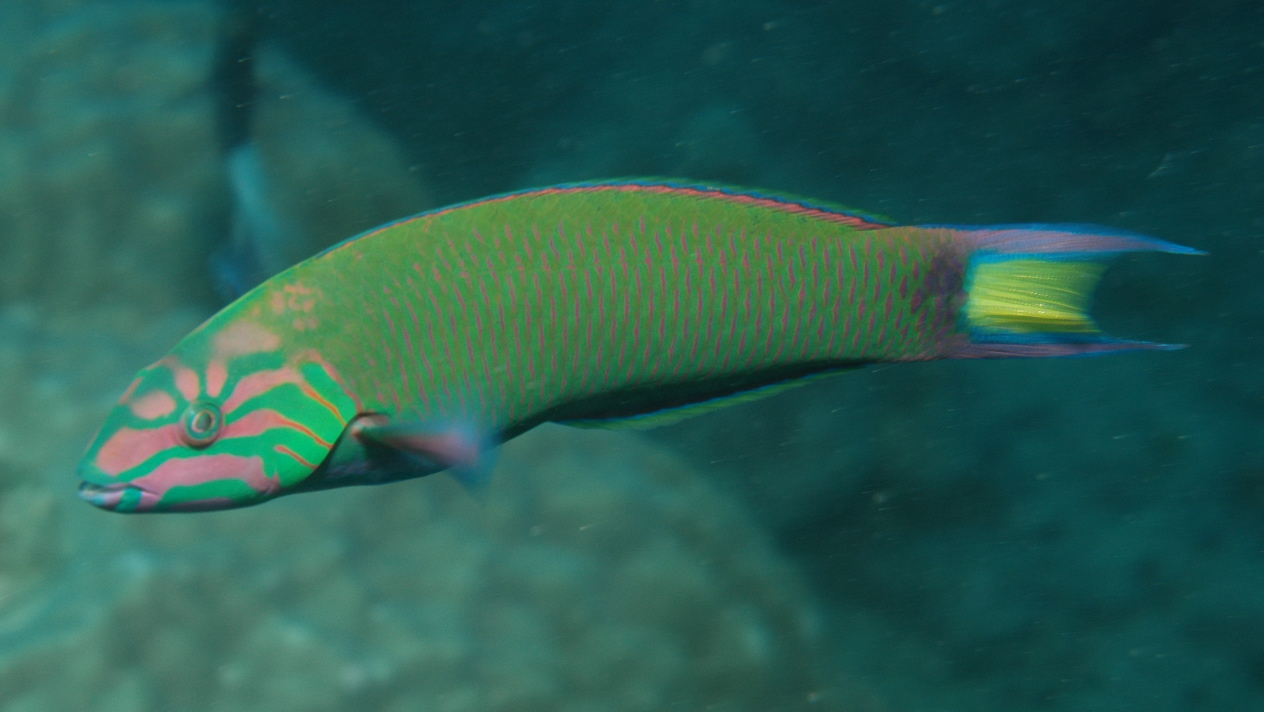
新月錦魚，一個雌性先熟的物種。

雌性先熟雌雄同體 (Protogyny)意指出生時為雌性，並在其生命的一個時間點轉換性別為雄性的生物。 該生物會隨著成長過程中受到的內部或外部刺激，導致其改變性別成為雄性。其中雄性個體的生育能力會隨著其年齡成長而大幅增加，和雌性不同。
雌性先熟是大自然之中，最常見的順序性雌雄同體型態。 500種順序性雌雄同體的魚類之中，大概有75% 的物種是雌性先熟的。  這類型的生物通常是棲居於珊瑚礁附近的熱帶魚，其中又以隆頭魚科中的魚類占多數。 隆頭魚在世界上所有的海洋生態系內都存在。 牠們在夜間或著是受威脅時，會將自己埋在沙中。  在隆頭魚科的社會結構中，一個魚群內包含兩條最大的成熟雄魚，以及較小型的未熟雄魚、雌魚。 在多數的狀況下，雌性的魚和未成熟的雄魚有著均一，較單調的顏色，而雄魚成熟後則帶有雙色的體色。  大型的雄魚負責支配地盤並替雌魚產下的卵受精，而剛變性完畢的中、小型雄魚則和雌魚以及其產下的卵生活於特定區域。  未成熟的雄魚和成熟的雄魚皆擁有生殖能力，然而其生殖構造並不一樣。
美麗突額隆頭魚的性別狀態和年齡有關。 牠們會先是維持四年的雌性狀態，而後才逐漸變成為雄性。當雌性個體轉變為雄性時，牠們的卵巢會先開始退化，而取而代之的精巢則出現在其性腺中。 精巢出現後，其性腺構造的主體依然是原來的雌性生殖構造，而精子則透過性腺以及原輸卵管周圍一系列的導管進行運輸。  
雙帶錦魚在生命開始時可以是雄性或雌性，但雌性個體可以改變性別，並擁有雄性生殖功能。 年幼的雌性及雄性魚擁有不同的體色，也就是變性為雄魚初始階段和成熟階段的體色有所差異，其顏色和條紋的變化度也不一樣。 初始變性階段的雄魚擁有較大的睪丸，而成熟的雄魚則負責讓未熟的雄魚產生大量的精子。 該策略可令成熟的雄魚對未熟的雄魚進行競爭，並保護自己的雌魚們不與其配種。
Botryllus schlosseri(一種聚落共居的海鞘)也有雌性先熟的現象。 在一個聚落中，海鞘們有固定的生殖週期，牠們的雌性個體先排卵，兩天後再轉變為雄性個體，並替聚落中的各個卵群受精。  雖然這個策略主要的用意是進行異體授精，但「自體受精」仍有一定的發生機率。
自體授精的卵在進行細胞分裂時發生異常的機率遠大於異體授精的卵(23% 比 1.6%)。
  
此外，從自體受精的卵中孵化的幼體，以及牠們轉變為成體後所構築的聚落，其成長量都遠比異體受精的個體還來得低。 經由這些觀察結果可得知自體受精提高了近交衰退的現象，而它們對個體的發育擁有不良的影響，而且很可能導致其產生有害的隱性突變基因。 
其它雌性先熟的生物體還包括：
- 以下不同種類的魚：鮨科

 鯛科、 合鰓魚科  、隆頭魚科、鸚哥魚科、蓋刺魚科、蝦虎魚科、霓虹蝦虎魚屬, 龍占魚科等。
- 等足目中的Cyathura polita以及Cyathura carinata。
- tanaidacea科底下的物種Heterotanais oerstedi。
- 棘皮動物中的物種Asterina pancerii以及Asterina gibbosa也都是雌性先熟的動物，牠們有育幼的行為。
- 林蛙有時亦有雌性先熟的現象，即年老的雌蛙變性為雄蛙的狀態。 [5]

### 最終結果
迈克尔·盖斯林在他1969年創作的一篇論文「動物的演化-雌雄同體的轉變歷程」中提到了三種雌雄同體的狀態模型。  
1. '低繁殖率模型'。 該模型的立足點認為，動物個體之間有某種特性，讓牠們不容易成功繁殖；然而此模型並不足以用來解釋「順序性雌雄同體」的成因。
2. '基因散列模型'。 該模型的出發點認為，基因間相互分散所造成的結果，可能會影響該物種的數量結構，或是牠們的基因環境。 而在如此的影響之下，最終會導致物種出現近交繁殖/抽樣誤差兩種結果。 「基因散列模型」十分的符合「順序性雌雄同體」的演進狀態，當中又以「近交繁殖」的分支結果更為妥貼。 而「近交繁殖」的分支，其起始點乃因「雄性先熟」以及「雌性先熟」主要是用以防止植物近交繁殖的策略。 由此可知，此制度若套用在動物身上，則會減少第一子代之間的近交現象。  而抽樣誤差的理論分支，其立足點則是因為在一個小型群體當中，牠們的基因環境時常受到基因漂變或類似的現象所影響。 在假設下的這兩個分支之中，無論是近交繁殖還是抽樣誤差，它們都會步向相同的結果——基因多樣性的增長。 也就是說，採用「順序性雌雄同體」的制度，有助於增進族群中的基因多樣性，而且對於群體數量也頗具優勢。
3. '齡體優勢模型'。 「齡體優勢模型」認為，當生物個體在年齡和體型等方面達到成熟時，牠們的生殖功能較具優勢。 為了讓雌雄同體的物種受到天擇控制，一個小型的未熟個體必須要有一定生殖能力，而大型的個體必須要以性別相反者具生殖能力。 在這個性別分配的規律下，單獨的個體再透過「順序性雌雄同體」的制度便可以良好地發揮作用。 舉例來說，卵的尺寸大於精子。因此，如果雌性個體的體型夠大，她們便能產生更多卵子，因此大型的雌性較占優勢。 體型優勢的實際關係甚為複雜，僅可略而概述，但仍可供參考。

就多數的外溫動物來說，雌性個體的體型和豐腴度通常呈現正相關。  這一點十分符合「齡體優勢模型」的內容，至今仍被廣泛接受。 卡贊齊格魯(Kazanciglu)以及阿朗佐(Alonzo)在2010年第一次對隆頭魚科底下的生物完成了變性現象的分析。 他們的分析結果符合「齡體優勢模型」的假設，認為「順序性雌雄同體」和「齡體優勢」之間確實存在著相關性。 
他們得知，當「齡體優勢模型」勝過其它所有的優勢時，雌雄異體的現象將變得十分罕見。
華納(Warner)則認為，當雌性個體們的繁殖力隨著年齡上升，且個體間隨機形成配對時，「雄性先熟」的制度便可能被該物種採用。 
當一個雌性先熟的物種中，發生雄性幼體的繁殖力下降的跡象時(繁殖力與地域性或是交配經驗有關)，可能會產生天擇現象。而當雌性個體的繁殖力隨著年齡下降時，將使後者制度變得罕見。 而為了鞏固領土所實行的「雌性先熟」制，其成因通常是因為此生物有領土維護的需求，因此催化自身的生理結構進行變性，以便成為具有相應優勢的雄性個體。 從生物配種的角度來看，體型較大的雄性個體有較高的機會能夠形成配種；但對雌性個體來說，她們的體型大小對於配種的優劣倒沒有顯著的相關性。
因此，他認為雌性個體的繁殖力對「順序性雌雄同體」較有影響，程度上更甚於族群內的年齡結構。
「齡體優勢模型」認為，只有在同齡時的兩種性別之間沒有體型差異時，「性別轉換」的功能才會遭到捨棄。 在這個假設之下，雌雄同體應該會是個相當常見的現象，但這並不符合事實。 
「順序性雌雄同體」實際上是個非常罕見的現象。而根據理論上的說法，這是因為相對於不變性者，變性者往往會在變性後造成牠們的適性降低。
有些假說認為以「雌雄同體」來說，更動自己的性別不只需要消耗許多能量，還會遭遇到基因或物理上的劣勢，更甚至於提高特定性別的死亡率。

2009年間，卡贊齊格魯(Kazanciglu)以及阿朗佐(Alonzo)兩人發現：當變性後會造成物種陷入劣勢時，採用雌雄異體的策略對牠們才頗具優勢。 然而，「變性後會造成劣勢」並不足以說明「順序性雌雄同體」未被廣泛採用的原因。 

### 近因
許多針對於「順序性雌雄同體」的成因的研究中發現，芳香化酶(雌激素合成酶)是其中一個被大量研究的物質。 芳香化酶是一種控制動物體內雌激素和雄激素之間的比例的激素，它透過大量轉換睪固酮並合成雌二醇來調整兩種激素之間比例。 只要雌二醇一合成完畢，它便無法逆向回復為睪固酮。 然而，芳香化酶可以透過上述的調整程序，進行兩個方向相反變性過程。 它除了可以讓雌性變性為雄性，也可以讓雄性變性為雌性。 許多研究也著重於芳香化酶抑制劑對於性別轉換所造成的效果。有一個研究就是在測試雌性激素對於雄性三斑海豬魚所造成的影響。 他們發現，使用了芳香化酶抑制劑的雄魚的體內，其性腺重量減輕，睾丸內的雌激素含量和精原細胞增殖情形也降低了，而雄激素的濃度則提升了。從實驗結果由此可知，在雌性先熟的動物體內，芳香化酶對於維持精子發生的規律以及平衡極為的重要。 

### 遺傳後果
擁有「順序性雌形同體」現象的物種，其性別比通常和其出生時的幼體性別比較為接近，而且於轉換性別之後繁殖得更成功。理論上它們應該會減少該物種遺傳多樣性以及有效種群大小。 然而，對於一組在南非海域中兩個生態學上相似的物種，紫背冬鯛 (兩性異形)以及隆背麗眼鯛 (雌性先熟) 的調查發現，該兩物種的物種多樣性十分相似，而當有效族群大小在後者的變性期間快速下降時，它們在短時間內的數據依然是相似的。